# Bostad2021

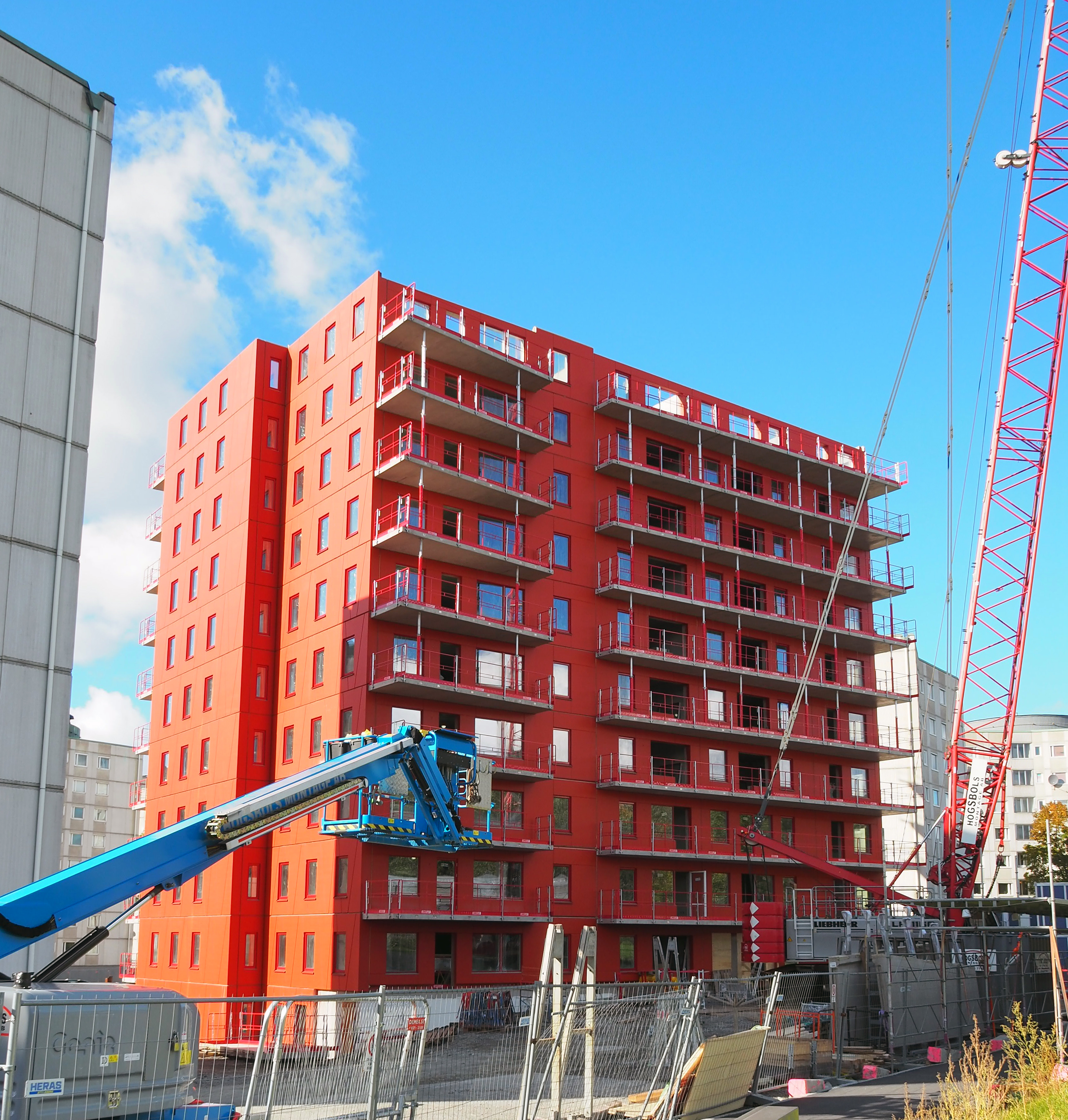
Byggnaden Sjöstjärnan på Munspelsgatan i Frölunda ingår i Bostad2021.

Bostad2021 var ett bostadsprojekt som drevs av Göteborgs kommun i samarbete med byggherrar 2014–2021. Projektet startade 2014 och gick ut på att bygga 7000 bostäder i en ny process som ska förkorta planeringstiden. Målet var att samtliga projekt skulle vara klara till 2021 då Göteborg firade 400 år. Först gick projektet under namnet Jubileumssatsningen. 30 projekt ingår i Bostad2021 och 27 byggherrar bygger bostäderna. Den första inflyttningen i projektet skedde den 26 april 2019.
Bostad2021 började med att byggaktörer och arkitekter kontaktade Göteborg stad om att uppföra 5000 bostäder. Det första förslaget kom från HSB, Semrén & Månsson Arkitektkontor, Wallenstam och Förvaltnings AB Framtiden. Göteborgs stads politiker satte målet till 7000 bostäder. Från Göteborgs stad arbetade Fastighetskontoret, Trafikkontoret och Stadsbyggnadskontoret med projektet. 2015 undertecknades samarbetsavtalet mellan Göteborgs stad och byggaktörerna. 2017 togs det första spadtaget. 2018 hade detaljplaner för 7000 bostäder tagits fram. I projektet testades bland annat att arbeta med parallella processer för att öka takten i byggprocessen genom att påbörja olika delar av processen samtidigt. Byggherrarna skulle också arbeta mer med dialogarbete med de boende i de områden där husen byggs.
Projektet skulle enligt en prognos leverera 5200 lägenheter till och med 2021 och resten under 2022–2023. När projektet avslutades 31 december 2021 hade 3900 bostäder byggts. Resten av bostäderna ska byggas klart fram till 2024.[uppföljning saknas]
Projektet följdes från år 2016 av en följeforskningsgrupp från Chalmers som skrivit tre rapporter om projektet.

Följande byggaktörer deltog i Bostad2021: Fastighets AB Balder, Bonava, Bostadsbolaget, Botrygg, Egnahemsbolaget, Familjebostäder i Göteborg, HSB, Framtiden Byggutveckling, Fredrikssons förvaltning, Hökerum Bygg, HP Boendeutveckling (tillsammans med Ulricehamns betong), Ikano Bostad, JM, Lejonstaden, Nordfeldt, Platzer Fastigheter, Bostads AB Poseidon, Riksbyggen, Seniorgården, Serneke, Stiftelsen Göteborgs Studentbostäder, Stena Fastigheter, Wallenstam och Wästbygg.

## Projekt
- Adventsvägen, Kortedala - Poseidon
- Briljantgatan, Tynnered - Bostadsbolaget
- Distansgatan, Högsbo - Ikano, Riksbyggen
- Ebbe Lieberathsgatan - JM
- Fixfabriken - 	Balder, HSB
- Fyrklöversgatan - Stena Fastigheter
- Gitarrgatan	?[uppföljning saknas]
- Godhemsberget, Majorna - Wallenstam
- Gunnestorpsvägen, Tuve - Bonava, Wästbygg
- Gårdsten centrum, Gårdsten - Serneke
- Kosmosgatan, Bergsjön - Balder
- Långströmsgatan, Biskopsgården - Balder
- Merkuriusgatan, Bergsjön - Egnahemsbolaget, Familjebostäder
- Mandolingatan, Västra Frölunda - Poseidon
- Munspelsgatan, Västra Frölunda - Balder
- Nordöstra Gårdsten, Gårdsten - Egnahemsbolaget, Botrygg
- Norra fjädermolnsgatan, Länsmansgården - Hökerum, Egnahemsbolaget
- Nymilsgatan, Högsbo - Nordfeldt, Lejonstaden
- Olof Asklunds gata, Högsbo - Platzer
- Olofshöjd - SGS Stiftelsen Göteborgs Studentbostäder
- Pennygången, Högsbohöjd - Stena Fastigheter
- Radiotorget, Järnbrott - JM, Seniorgården, Bostadsbolaget
- Robertshöjdsgatan, Björkekärr - Bostadsbolaget, Egnahemsbolaget
- Smaragdgatan, Tynnered - Stena Fastigheter
- Smörgatan, Kallebäck - Wallenstam
- Smörslottsgatan, Björkekärr - Balder
- Tunnlandsgatan - Poseidon
- Valskvarnsgatan, Eriksberg - JM
- Volrat Thamsgatan - Fredrikssons förvaltning
- Ättehögsgatan, Kålltorp - Egnahemsbolaget